# Núria Quevedo Teixidó
Núria Quevedo Teixidó (Barcelona, 18 de març de 1938) és una artista visual (pintora i artista gràfica), afiliada al Partit Comunista d'Espanya, que es va traslladar amb la seva família a Berlín, on ha residit des que tenia 15 anys.

## Història familiar
El seu pare, José Quevedo Fernández, era aviador de l'Exèrcit republicà. L'any 1939 va sortir d'Espanya en direcció a França, al costat de la seva mare, però aviat va tornar de nou a Barcelona, on va romandre fins a 1942, any en el qual tornà a reunir-se tota la família, aquesta vegada a Berlín, on el seu pare treballà per als nazis. L'any 1945 mare i filla tornaren a Barcelona, i l'any 1952 tornaren a reunir-se amb el pare a Berlín Oriental, on s'instal·larien definitivament.

## Formació
A Berlín Oriental Núria Quevedo estudià a l'Escola Superior d'Arts Visuals i Aplicades de Weißensee, amb Werner Klemke, Arno Mohr i Werner Wittkugel, passant després a ser alumna de l'Acadèmia Alemanya de les Arts; i treballà en una llibreria propietat de la família. En acabar els estudis, ben aviat es va donar a conèixer amb els seus gravats i les il·lustracions per a llibres.

## La pintora
La seva obra es caracteritza per usar la figura humana per crear un llenguatge visual propi mitjançant el qual convida a una interpretació reflexiva. La mateixa Núria Quevedo, que defineix la seva pintura com a «figurativa i realista, però d'un realisme molt interpretat» considera que els seus primers treballs van estar molt influïts per Solana. Una constant en el seu treball és l'ús de la figura del Quixot, que posa en relleu la importància de la literatura com a font d'inspiració de la seva obra, com a mostra les il·lustracions i gravats inspirats en la novel·la Cassandra, de Christa Wolf.
En les seves primeres pintures es plasma la malenconia del sentiment de desarrelament dels exiliats a les seves ciutats d'acolliment; en són exemples les seves obres Els paisatges plujosos i la sèrie «Cap i mans». Un dels seus quadres més significatius, pintat el 1971 a la República Democràtica Alemanya, és Trenta anys d'exili.
Com a pintora es va convertir en un referent de l'Art en la República Democràtica d'Alemanya, on va exposar juntament amb l'Equip Crònica. Diverses obres de l'artista han estat venudes en subhasta, incloent Teixidó Betrachtung des Fisches, venut a Schmidt Art Auction 'Auction 42' el 2014. L'any 2006 va exposar la seva obra per primera vegada a Catalunya. Al novembre de 2020 s'havia previst una mostra retrospectiva de l'obra de Núria Quevedo a la Galerie Parterre de Berlín, que es va haver d'ajornar per la pandèmia.

## L'escriptora
A més de pintora, Núria Quevedo és també escriptora. El 2012 va escriure un llibre, juntament amb Mercedes Álvarez, publicat pel Muséu del Pueblu d'Asturies, FMCE i UP, Ayuntamientu de Xixón, titulat Ilejanía. La proximitat de l'oblidat.

## Reconeixements
Núria Quevedo va ser guardonada amb el Premi Goethe, concedit per l'Ajuntament de Berlín Est.